# The Santiago Times
The Santiago Times es un periódico publicado en inglés y editado en Santiago, que presenta noticias sobre Chile y otras partes de América Latina.

## Historia
The Santiago Times fue fundado en 1990 como una afición personal de su fundador, el periodista Steve Anderson, pero fue convertido en sociedad anónima en 1995.
Es parte de The Chilean Information Project (CHIP) que investiga sobre asuntos ambientales, sociales y económicos que ocurren en Chile. El eje del periódico son los asuntos ambientales y sociales, dando particular atención al conflicto mapuche y los problemas medioambientales dentro del país.